# 1513 год в науке

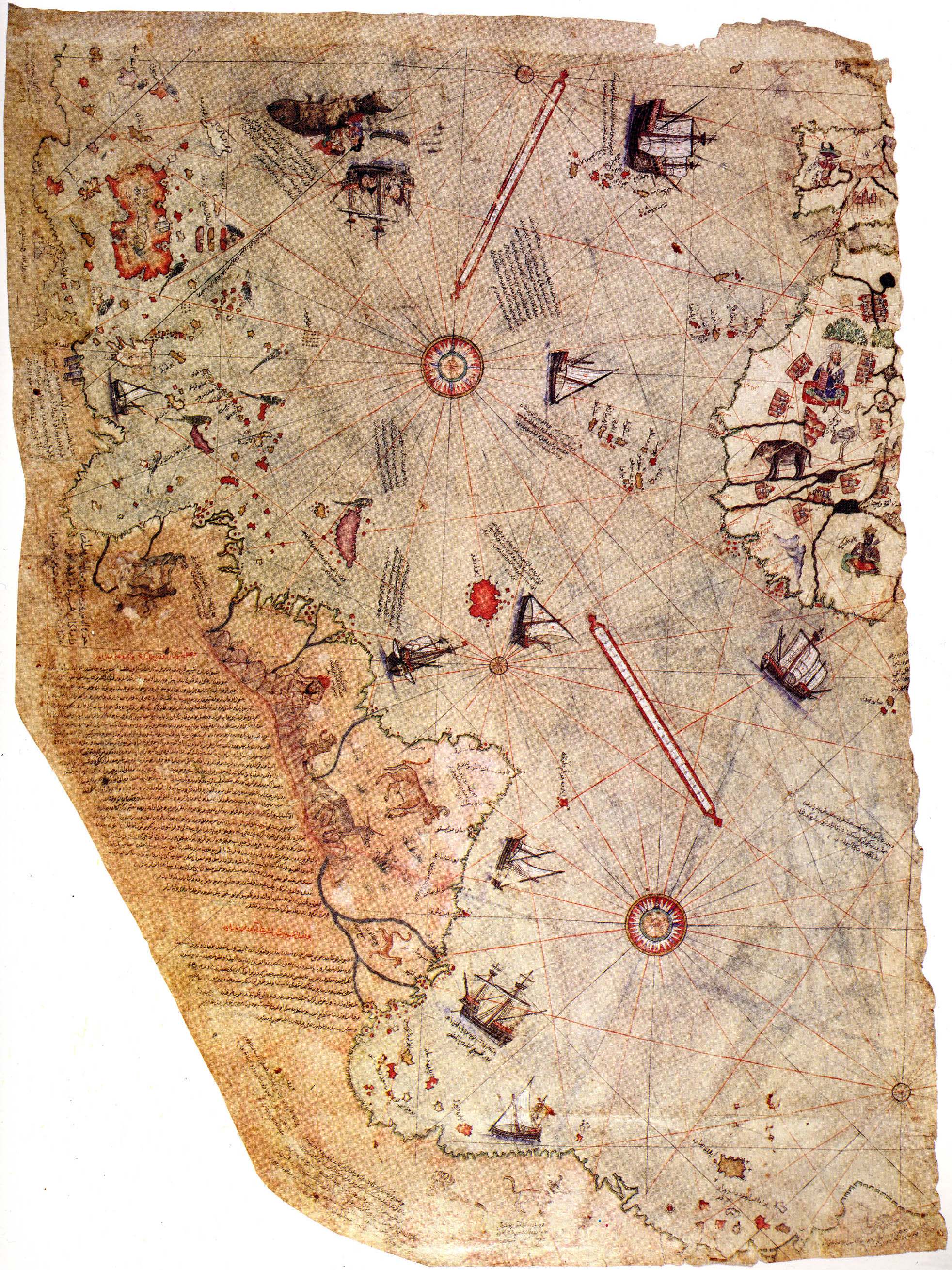
Уцелевший фрагмент первой карты Пири-реиса

В 1513 году произошли различные научные и технологические события, некоторые из которых представлены ниже.

## События
- 26 сентября испанский конкистадор Васко Нуньес де Бальбоа первым из европейцев достиг американского берега Тихого океана[1].
- Создана (нарисована на шкуре газели) знаменитая и таинственная карта Пири-реиса[2].

## Публикации
- Иоганн Штёфлер опубликовал трактат «Elucidatio fabricae ususque astrolabii» об устройстве и применении астролябии
- Евхарий Старший Ресслин опубликовал руководство «Der Rosengarten» по акушерству, ставшее на долгое время стандартным по данной теме, многократно переводилось и переиздавалось.

## Родились
См. также: Категория:Родившиеся в 1513 году
- Жак Далешан, французский врач, филолог, переводчик и ботаник (умер в 1588 году)

## Скончались
См. также: Категория:Умершие в 1513 году